# Gaudreville-la-Rivière
Gaudreville-la-Rivière is een gemeente in het Franse departement Eure (regio Normandië) en telt 219 inwoners (1999). De plaats maakt deel uit van het arrondissement Évreux.

## Geografie
De oppervlakte van Gaudreville-la-Rivière bedraagt 6,7 km², de bevolkingsdichtheid is 32,7 inwoners per km².
De onderstaande kaart toont de ligging van Gaudreville-la-Rivière met de belangrijkste infrastructuur en aangrenzende gemeenten.

## Demografie
Onderstaande figuur toont het verloop van het inwonertal (bron: INSEE-tellingen).